# 吉岡麗
吉岡 麗（よしおか うらら、1995年9月22日 - ）は、広島ホームテレビのアナウンサー。名古屋市出身。

## 略歴
- 愛知県名古屋市出身。AB型[2]。
- 名古屋女子大学高等学校、中京大学経済学部卒業[3]。大学のゼミでは豊田市役所との産学連携による「あそべるとよたプロジェクト」を展開しイベントを企画・運営した[3]。
- 2018年4月からNHK名古屋放送局キャスター。スポーツキャスターとして出演
- 2021年4月から長野放送アナウンサー。
- 2024年4月から広島ホームテレビアナウンサー。
- 週刊誌「FLASH」（2024年11月26日号）地方局女子アナ推されランキング 中国・山陰エリア 2位に選ばれた[4]。

## 人物
- 高校時代、新体操で日本一になったことがある[5]。
- 中京大学2年次の夏に海外研修でカナダで約4週間ホームステイした[3]。
- 特技：I字バランス[1]
- 取得資格：宅地建物取引士 / 2級ファイナンシャル・プランニング技能士（AFP）[3]。
- 好きな食べ物：さつまいも・栗・かぼちゃ・ウナギ[1]
- やってみたいこと：SUP[1]
- 休日：カフェラテとバスクチーズケーキの組み合わせにハマっていてカフェ探しを愉しんでいる[4]。

## 担当番組

### 現在
- ピタニュー（2024年4月 - ）
  - 中継
  - コーナー「ググっと。瀬戸内」
- 届け！ひろしま応援歌（2024年4月6日 - ）三代目副団長（MC）
- メンバーの勝手に社歌作ります（2025年1月16日 - ）進行

### 過去
NHK名古屋放送局
- まるっと!（2018年4月 - 2021年3月） - スポーツキャスター

長野放送
- 長野のスゴイ家（2021年4月11日 - 2022年3月20日） - ナレーター
- 土曜はこれダネッ!（2021年4月3日 - 2024年3月30日）
  - お天気キャスター（2021年4月3日 - 2022年3月26日）
  - メインMC（2022年4月2日 - 2024年3月30日）
- 健康ばんざい（2021年7月 - 2024年3月） - 聞き手
- NBSニュース
- スポーツ中継（バスケットボール・サッカー・バレーボールなど）
- 高校入試ワンポイント解説（2024年3月6日） - 進行

広島ホームテレビ
- ドデスカ!（2025年1月15日、名古屋テレビ放送）コーナー「あらゆるサーチ」テーマは…「愛知と広島は似ている！？」

## 連載
- 吉岡麗のまるっと！直撃!!（月刊グラン2019年5月号 - 2021年4月号）